# Tetranchyroderma aapton
Tetranchyroderma aapton is een buikharige uit de familie van de Thaumastodermatidae. De wetenschappelijke naam van de soort werd voor het eerst geldig gepubliceerd in 2010 door Dal Zotto, Ghiviriga en Todaro.